# 변재승
변재승(邊在承, 1943년 ~ , 평양)은 대한민국의 전직 대법관이다. 현재는 법무법인 화우 고문변호사로 활동 중이다.

## 학력
- 1960년 서울고등학교 졸업
- 1960년 ~ 1964년 서울대학교 법학과
- 1966년 서울대학교 사법대학원 수료

## 경력
- 사법시험 1회
- 1999년 2월 27일 ~ 2005년 2월 26일 대법관